# پیتر ایگناتنکو
پیتر ایگناتنکو (انگلیسی: Petr Ignatenko؛ زادهٔ ۲۷ سپتامبر ۱۹۸۷) دوچرخه‌سوار اهل روسیه است.
از باشگاه‌هایی که در آن بازی کرده‌است می‌توان به تیم کاتیوشا–آلپتسین و گازپروم-روس‌ولو اشاره کرد.